# Neobisium carpaticum
Espèce
Neobisium carpaticum est une espèce de pseudoscorpions de la famille des Neobisiidae.

## Distribution
Cette espèce se rencontre en Roumanie, en Serbie, en Slovaquie et en Pologne.

## Étymologie
Son nom d'espèce lui a été donné en référence au lieu de sa découverte, les Carpates.

## Publication originale
- Beier, 1935 : Drei neue Pseudoscorpione aus Rumänien. Bulletin de la Section Scientifique de l'Académie Roumaine, vol. 17, p. 31-34.